# Distrikt Cuchumbaya
Der Distrikt Cuchumbaya liegt in der Provinz Mariscal Nieto der Region Moquegua im Südwesten von Peru. Der am 31. Januar 1944 gegründete Distrikt hat eine Fläche von 67,58 km². Beim Zensus 2017 lebten 761 Einwohner im Distrikt. Im Jahr 1993 lag die Einwohnerzahl bei 1745, im Jahr 2007 bei 1990. Die Distriktverwaltung befindet sich in der 3120 m hoch gelegenen Ortschaft Cuchumbaya mit 287 Einwohnern (Stand 2017). Cuchumbaya liegt 55 km nordnordöstlich der Provinz- und Regionshauptstadt Moquegua. Neben Cuchumbaya gibt es  im Distrikt noch die größeren Ortschaften Sacuaya mit 248 Einwohnern sowie Quebaya.

## Geographische Lage
Der Distrikt Cuchumbaya befindet sich in der Cordillera Volcánica im Nordwesten der Provinz Mariscal Nieto. Der Distrikt besitzt eine Längsausdehnung von knapp 18 km in West-Ost-Richtung. Im äußersten Osten des Distrikts erhebt sich der 5408 m hohe Vulkan Ticsani. Der Río Putina, ein rechter Nebenfluss des Río Carumas, verläuft entlang der nordwestlichen Distriktgrenze nach Westen. Das Gebiet liegt im Einzugsgebiet des Río Tambo.
Der Distrikt Cuchumbaya grenzt im Norden an den Distrikt San Cristóbal, im Süden an den Distrikt Carumas.